# Chó chăn cừu Đức Cũ
Chó chăn cừu Đức Cũ (tiếng Đức: Altdeutscher Schäferhund) là tên gây tranh cãi cho biến thể tóc dài của Chó chăn cừu Đức(tiếng Đức: Langstockhaariger Deutscher Schäferhund), không phải là một giống riêng biệt được công nhận bởi Fédération Cynologique Internationale. Tuy nhiên, có những nỗ lực để thiết lập biến thế này với vị thế là một giống chó riêng biệt.

## Lịch sử
Theo Hiệp hội Chó chăn cừu Đức, biến thể tóc dài của Chó chăn cừu Đức đã không được công nhận trong một thời gian dài. Điều này đã thay đổi vào năm 2009. Trong năm 2010, biến thể tóc dài lại được chấp nhận. Trước đó, các nhà lai tạo biến thể tóc dài của Chó chăn cừu Đức đã thành lập Câu lạc bộ Chăm sóc Chó của riêng mình và đã gọi là biến thể tóc dài là Chó Chăn cừu Đức Cũ.
Một số loài chó chăn gia súc Đức cũ cũng được gọi là Altdeutscher Schäferhund (Chó chăn cừu Đức cũ). Để tránh nhầm lẫn, tất cả các chủng tộc này hiện được tóm tắt theo thuật ngữ chung Altdeutsche Hütehunde (Chó chăn gia súc Đức cũ).

## Ngoại hình
Hầu hết Chó chăn cừu Đức có ngoại hình tương tự như biến thể tóc dài của Chó chăn cừu Đức hiện đại, mặc dù với các mẫu màu hơi khác nhau. Lớp lông có thể dài với chiều dài bất kỳ và có thể xù xì, trơn nhẵn hoặc gợn sóng. Màu sắc có thể có màu đen, nâu, xám hoặc nâu. Chúng thường có chiều cao tương tự như một con chó thuộc giống Chó chăn cừu Đức điển hình, từ 55 đến 65 cm (từ 22 đến 26 in) tính từ các vai. Chúng có trọng lượng từ 22 đến 40 kg (từ 49 đến 88 lb) nhưng cũng có thể nặng hơn.